# Anchistus
Anchistus is een geslacht van garnalen uit de familie van de steurgarnalen (Palaemonidae). De wetenschappelijke naam van de soort is voor het eerst geldig gepubliceerd in 1898 door Lancelot Alexander Borradaile. De typesoort is Anchistus miersi (oorspronkelijke combinatie: Harpilius miersi, de Man, 1888).

## Soorten
- Anchistus australis Bruce, 1977
- Anchistus custoides Bruce, 1977
- Anchistus custos (Forskål, 1775)
- Anchistus demani Kemp, 1922
- Anchistus gravieri Kemp, 1922
- Anchistus miersi (de Man, 1888)
- Anchistus pectinis Kemp, 1925